# Synbelyta fuscipennis
Synbelyta fuscipennis är en stekelart som först beskrevs av Thomson 1858.  Synbelyta fuscipennis ingår i släktet Synbelyta, och familjen hyllhornsteklar. Arten är reproducerande i Sverige.